# Castagnède (Haute-Garonne)
Castagnède település Franciaországban, Haute-Garonne megyében. Lakosainak száma 178 fő (2022. január 1.). Castagnède La Bastide-du-Salat, Lacave, Mauvezin-de-Prat, Prat-Bonrepaux, His és Saleich községekkel határos.

## Népesség
A település népességének változása:
| Lakosok száma | 198  | 183  | 175  | 176  | 181  | 185  | 189  | 190  | 189  | 178  |
|               | 1968 | 1982 | 1990 | 2006 | 2013 | 2015 | 2017 | 2019 | 2020 | 2022 |